# Deutsche Turnmeisterschaften 1947
Die Deutschen Turnmeisterschaften 1947 waren die ersten nach dem 2. Weltkrieg ausgetragenen nationalen Titelkämpfe.
Austragungsort war vor 10.000 Zuschauern am 14. September 1947 die niedersächsische Stadt Northeim.
Nahezu zeitgleich kam es in Northeim zur Gründung des Vorläufers des Deutschen Turner-Bundes.